# Holendry (rejon tarnopolski)
Holendry (ukr. Голендра, Hołendra) – wieś na Ukrainie w rejonie tarnopolskim obwodu tarnopolskiego. W 2001 liczyła 309 mieszkańców.
Holendry rozciągają się w kierunku północnym wzdłuż rzeczki Bródki płynącej z Mużyłowa. Sąsiadują z innymi wsiami (niegdyś przedmieściami) Podhajec o nazwie Staremiasto i Halicz. Holendry-Halicz (Halicz-Holendry) były w XIX wieku jedną gminą mającą wspólną radę i jednego wójta. W 1870 wieś zamieszkiwało 716 mieszkańców. W 1896, jak podaje Mikołaj Niedźwiecki Halicz-Holendry liczyły około 40 osad wiejskich i zamieszkiwało ją 712 osób. Biorąc jednak pod uwagę spis przeprowadzony przez austriacką komisję statystyczną na dzień 31 grudnia 1890, we wsi Holendry (bez Halicza) znajdowały się 53 domy oraz zamieszkiwały 343 osoby (w tym 165 kobiet i 178 mężczyzn), doliczając Halicz łącznie obie miejscowości zamieszkiwały 1173 osoby.
Współcześnie. według stanu na 1 stycznia 2009 wieś zamieszkuje 265 osób. W stosunku do 1989, kiedy Holendry zamieszkiwało 308 osób, jest do duży spadek liczby ludności.
Do 2020 w rejonie podhajeckim.

## Linki zewnętrzne

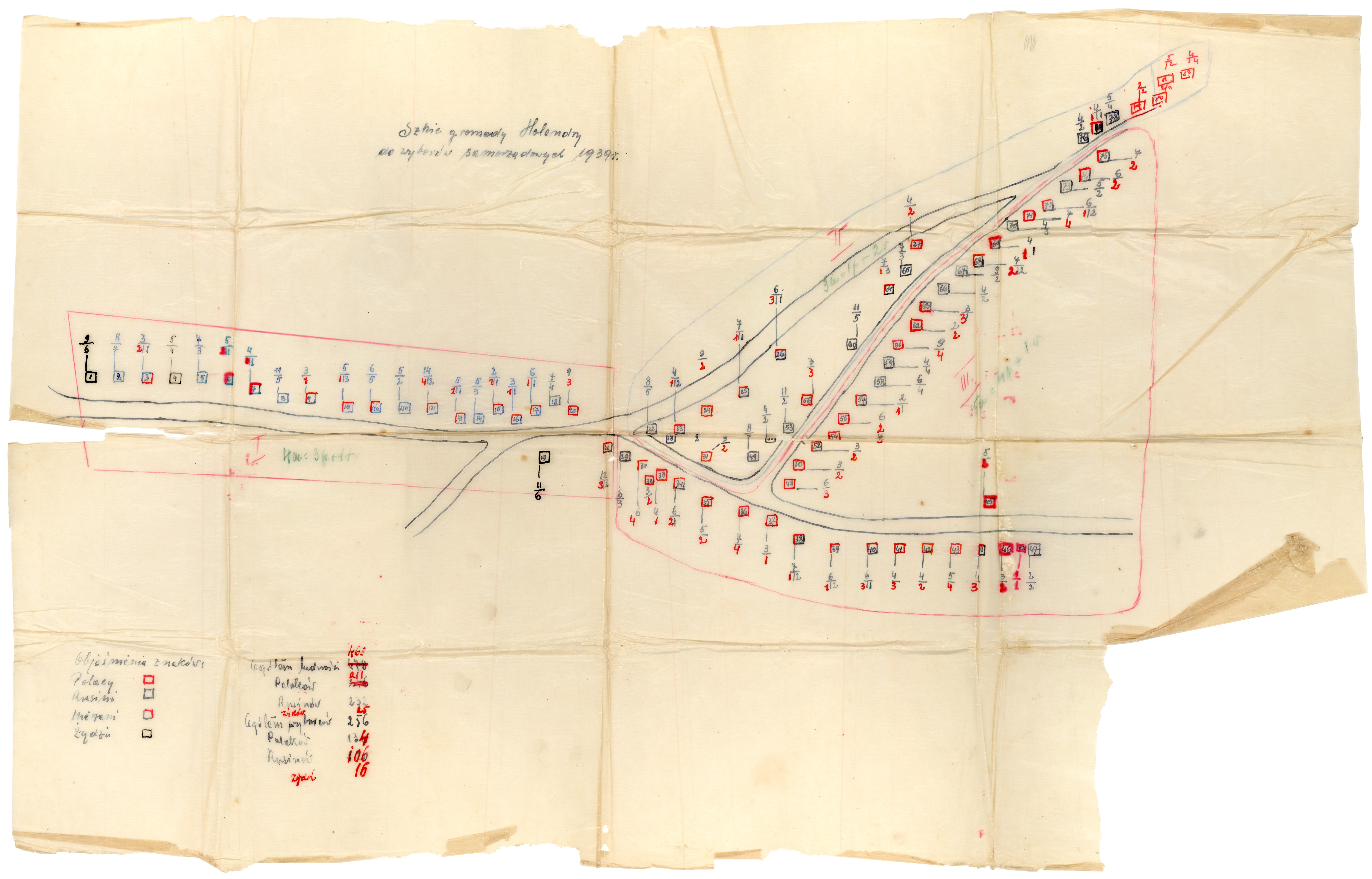
Szkic gromady Holendry do wyborów samorządowych 1939

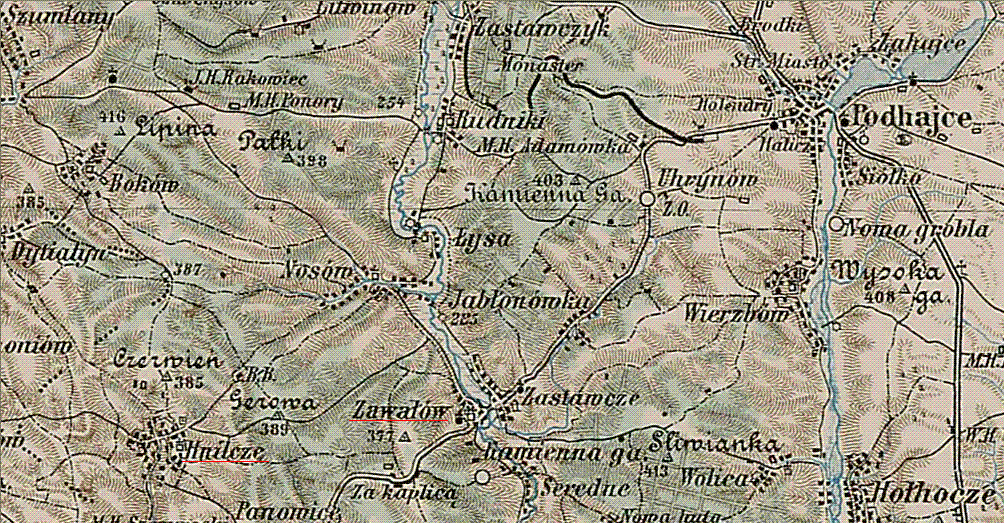
Holendry na austro-węgier. mapie sztab., 1910 r.